# Уранијум-диоксид
Уранијум диоксид или уранијум(IV) оксид, такође уранија и уранијум оксид, оксид је уранијума и црн радиоактиван кристални прах који се у природном облику јавља као минерал уранинит. Користи се као нуклеарно гориво у изради шипки код нуклеарних реактора. Смеша диоксидā уранијума и плутонијума се користи као тзв. MOX гориво. До 1960. године коришћен је за бојење грнчаријских глазура и стакла у жуту или црну боју.

## Добијање
Уранијум диоксид се добија редокс реакцијом уранијум триоксида и водоника.
     на 
Ова реакција игра важну улогу у стварању нуклеарног горива кроз нуклеарну рециклажу и обогаћивање уранијума.

## Хемија

### Структура
Уранијум диоксид је у чврстом стању изоструктуралан са (има исту структуту као) флуоритом (калцијум-флуоридом). Поред тих хемијских једињења, диоксиди церијума, плутонијума и нептунијума имају исту структуру. Ниједан други диоксид у елементалном облику нема структуру флуорита.

### Оксидација
Уранијум диоксид оксидира при контакту триуранијум октаоксида са кисеоником.
     на 
Електрохемија уранијум диоксида је детаљно истраживана зато што галванска корозија уранијум диоксида контролише брзину при којој се коришћено нуклеарно гориво распада. Вода повећава брзину оксидације метала плутонијума и уранијума.

### Карбонизација
Уранијум диоксид је карбонизован у контакту са угљиком, при чему се добија уранијум карбид и угљен-моноксид.
Овај процес се мора извести у стању инертног гаса јер уранијум карбид веома брзо оксидира назад у уранијум оксид.

## Употреба

### Нуклеарно гориво
се углавном користи као нуклеарно гориво, нарочито у облицима , и смеше  и  (плутонијум диоксид), чиме настаје гориво под именом „мешовити оксид” (MOX гориво) које се користи у облику шипки у нуклеарним реакторима.
Битно је споменути да је топлотна проводљивост уранијум диоксида веома мала ако се упореди са уранијумом, уранијум нитридом, уранијум карбидом или цирконијумом, као обложним материјалима. Ова ниска топлотна проводљивост може резултовати локализованим прегревањима у центрима пелетног горива. График испод показује различите температурне градијенте код одређених једињења горива. За сва ова горива густина топлотне снаге је иста, као што је и пречник свих пелета исти.

### Боја за керамичку глазуру
Уранијум оксид (ураниа) је пре Другог светског рата био коришћен за бојење стакла и керамике. Керамика бојена на овај начин је добијала зелену или црну боју након печења у редукционој атмосфери, односно жуту и наранџасту боју након печења у оксидационој атмосфери. Наранџасто обојени производ по имену Fiestaware је добро познат пример производа са глазуром добијен коришћењем уранијум оксида. Ураниа се такође користила и за израду стакленог емајла, уранијумовог стакла и порцелана. Помоћу Гајгер-Милеровог бројача могуће је установити да ли глазура и/или стакло садрже уранијум оксид. (Сензор је Гајгер-Милерова цев, у којој се налази инертни гас (најчешће хелијум, неон или аргон), која проводи струју када честица или фотон радијације тренутно омогуће да гас постане проводник. Цев појачава ову проводност каскадним ефектом и на излазу даје тренутни импулс, који је затим исписан на дисплеју у виду игле или лампице.)

### Друге употребе
Осиромашени уранијум  се може користити као материјал за заштиту од радијације. На пример, бетон од осиромашеног уранијума (DUCRETE) је „тешки” бетонски материјал где је шљунак замењен агрегатом уранијум диоксида; овај материјал пролази испитивања како би могао бити коришћен за израду бачви за радиоактивни отпад. Бачве могу бити израђене од дуо2-челичног керамала (кермета), композитног материјала направљеног од агрегата уранијум диоксида који служи као заштита од радијације, графита и/или силицијум карбида који служи за апсорпцију и контролисање количине јонизујућег (неутронског) зрачења, те од челика као калупа чија висока топлотна проводљивост омогућава лако неутрализовање вишка топлоте.
Осиромашени уранијум диоксид се такође може користити и као катализатор, нпр. за деградацију лако испарљивих органских једињења у гасовитом стању, оксидацију метана у метанол, те уклањање сумпора из петролеја. Има високу ефикасност и дуготрајну стабилност уколико се користи за „уништавање” лако испарљивих органских једињења, у поређењу са комерцијалним катализаторима, као што су племенити метали, титанијум диоксид или кобалт оксид. На овом подручју се и даље врше многа испитивања, те се осиромашени уранијум фаворизује као важна компонента уранијума, због његове мале радиоактивности.
Коришћење уранијум диоксида као материјала за израду акумулатора се такође истражује. Батерије би могле имати високу густину снаге и потенцијал од 4,7 V по ћелији. Друга апликација која се истражује је употреба уранијум диоксида у фотоелектрохемијским ћелијама за производњу водоника уз помоћ соларне енергије где би се  користио као фотоанода. Пре тога, уранијум диоксид се користио и као топлотни проводник за ограничавање протока струје (URDOX отпорник), што је и прва његова употреба са својствима полупроводника.

### Полупроводничка својства
Опсежна пукотина уранијум диоксида се може упоредити са оном силицијума и галијум арсенида, са скоро па оптималном ефикасношћу у односу на параболу опсежне пукотине апсорпције соларне радијације, што указује на могућу велику ефикасност соларних ћелија базираних на структури Шотки диоде; такође апсобира различите таласне дужине, укључујући инфрацрвену, што још више повећава ефикасност. Његова унутрашња проводљивост на собној температури је отприлике иста као и она једнокристалног силицијума.
Диелектрична константа уранијум диоксида је око 22, што је скоро па дупло веће од силицијумове (11,2) или галијум арсенидове (14,1) константе. Ово значи предност за Si и GaAs у конструкцији интегрисаних кола, јер може омогућити високу густину интеграције са високим „пробојним” напонима и ниском подложношћу распадима код тунел ефеката при примени технологије комплементарног метал-оксид-полупроводника.
Коефицијент термоелектричне снаге уранијум оксида на собној температури је око 750 µV/K, што је много више од 270 µV/K код талијум олово телурида, талијум германијум телурида и бизмут-телур легура, те других материјала који „обећавају” апликацију термоелектричног генератора снаге и Пелтијеровог елемента.
Утицај радиоактивности  и  на полупроводничка својства до данас није измерена. Мале брзине (стопе) распада ових изотопа не би требало да сврсисходно имају било какав утицај на соларне ћелије уранијум диоксида и термоелектричне уређаје, али би могле постати битан фактор код чипова интегрисаних кола. Коришћење осиромашеног уранијум оксида је неопходно баш из овог разлога. „Хватање” алфа честица емитованих током радиоактивности као што су атоми хелијума у кристалној решеци такође може изазвати постепене дугорочне промене у својствима.
Стехиометрија материјала драматично утиче на његова електрична својства. На пример, специфична електрична проводност  је ред величине мањи на вишим температурама од проводност .
Уранијум диоксид, као и триуранијум октаоксид, је керамички материјал који је у стању поднети високе температуре (око 2300&nbsp;°C, у поређењу са највишом температуром од 200&nbsp;°C за силицијум или GaAs), што га чини погодним за апликације у термофотоволтаичним уређајима са радом на високим температурама.
Уранијум диоксид је такође отпоран на оштећења од стране радијације, што га чини корисним за заштиту уређаја од високе радијације који се израђују за специјалну војску, те за аеронаутичке апликације.
Шотки диода жутог колача и PNP транзистор уранијум диоксида су успешно произведени у лабораторији.

## Токсичност
Уранијум диоксид је познат по томе што буде апсорбован у процесу фагоцитозе у плућима.